# ISTJ
『ISTJ』（アイエスティージェー）は、韓国のボーイズグループ・NCT DREAMの3枚目のオリジナルアルバム。2023年7月17日にカカオエンターテインメントから発売された。

## 概要
- 2ndフルアルバム『Glitch Mode/Beatbox』以来、約1年2ヶ月ぶりのカムバック。
- アルバム名の「ISTJ」は、MBTI型性格診断テストで「管理者タイプ」を意味する。
- タイトル曲「ISTJ」を含む10曲が収録されている。
- 先行公開曲「Broken Melodies」、タイトル曲「ISTJ」、後続曲「Yogurt Shake」の3曲で音楽番組活動が行われた。
- 予約注文量が420万枚（7月17日基準）を超え、自己最高記録を更新した[12][13]。
- 発売初日に116万枚（ハントチャート）を売り上げてミリオンセールスを達成した[14]。
- 初週に自己最高となる365万2897枚（ハントチャート）を売り上げ、フルアルバム3作全てでトリプルミリオンセールスを達成した[15]。

## プロモーション

### 予告編
- 2023年6月26日、トレーラー映像「7 DREAM Production : lucky7 vending machine」を公開した。
- 6月27日、内向的バージョンのムードサンプラー映像「Our First Video - The Introvert Video Crew」を公開した。
- 7月3日、外向的バージョンのムードサンプラー映像 「The Second Video - We Go Extroverted」を公開した。
- 7月10日、エナジードリンクとMBTIをテーマにしたトレーラー映像「7 DREAM Production : Stranger Seven」を公開した[16]。

### ミュージックビデオ
- 6月19日、先行公開曲「Broken Melodies」ミュージックビデオを公開した[17]。
- 6月21日「Broken Melodies」のパフォーマンスビデオを公開した[18]。
- 7月8日、収録曲「Poison」トラックビデオを公開した。
- 7月17日、タイトル曲「ISTJ」ミュージックビデオを公開した。
ミュージックビデオでは、メンバーが救急車のタイムマシンに乗ってMBTIの世界に転送される[19]。7人は患者たちがさまざまなパーソナルタイプに応じた資料を読んで待機しているMBTIの世界の病院に到着するも、プラグが抜かれてメンバーたちが現実に引き戻されると、家に帰るために救急車のタイムマシンに飛び乗って逃げ帰るというストーリー[19]。

### イベント
- 7月17日午後、ソウル市松坡区ロッテホテルワールドにて、リリース記念ショーケースを開催した[13]。
- 7月17日午後8時、ソウル松坡区オリンピック公園オリンピックホールにて「'ISTJ' SHOWCASE – INTROVERT」を開催した[20]。

### アレンジバージョン
- 11月17日、アメリカのシンガーソングライター・JVKEとのコラボレーションシングル「Broken Melodies (feat. JVKE)」をリリース[21]。

## チャート成績
- サークルチャートのアルバムチャート、およびリテールアルバムチャートで週間1位を獲得し、タイトル曲「ISTJ」でもダウンロード、およびBGMチャート1位を記録した[22]。
- サークルチャート、およびハントチャートのアルバムランキングで7月の月間1位を獲得した[23]。
- 2023年8月21日付のオリコン週間アルバムランキング、および週間合算アルバムランキングにて、2位にランクインした[24]。
- 2023年8月9日公開のBillboard JAPAN「Top Albums Sales」および8月16日公開「Hot Albums」にて、2位にランクインした[25][26]。
- 先行公開曲「Broken Melodies」は、iTunesトップソングチャートで、ブラジル、インドネシア、チリ、コロンビア、ペルーなど、全世界18地域にて1位を獲得した[18][27]。

## 受賞・評価
- 第38回ゴールデンディスク賞「本賞（アルバム部門）」受賞[28]
- 第13回サークルチャートミュージックアワード「今年のデジタルアルバム賞」受賞[29]
- 第13回サークルチャートミュージックアワード「今年の歌手賞（アルバム部門）」受賞[29]
- DAZED誌「2023年最高のK-POPトラック50」選出（「Broken Melodies」）[30]

## 収録曲
1. ISTJ [3:05]
  - 作詞：KENZIE（英語版）
  - 作曲：KENZIE、Ronny Svendsen、Adrian Thesen、Anne Judith Wik、Bobii Lewis
  - 編曲：KENZIE、Ronny Svendsen、Adrian Thesen

性格が正反対の2人が出会い、愛を育んでいくドラマチックなストーリーが魅力的なヒップホップダンスナンバー[31]。
MBTIの定型化された枠組みを破り、ISTJ型である相手を解釈する自分だけの方法を持つENFP型の自信に満ちたストーリーが盛り込まれている[31]。
2. Broken Melodies [3:46]
  - 作詞：방혜현、박태원、Anne Judith Wik,、Sevn Dayz
  - 作曲：Ronny Svendsen、Adrian Thesen、Anne Judith Wik、Sevn Dayz
  - 編曲：Ronny Svendsen、Pizzapunk

豊かなコーラスを通じて、恋に落ちたような夢幻的な雰囲気を演出しながら、強烈なギターのディストーションサウンドで混乱と恐怖を表現している[17]。
歌詞には、愛する人と遠く離れている状況で感じる多くの感情を克服し、愛を守るために何でもするという意志が込められている[17]。
3. Yoguet Shake [3:18]
  - 作詞：우탄
  - 作曲：Jayrah Gibson、Adrian Mckinnon、John Fulford、JT Roach、Timothy 'Bos' Bullock
  - 編曲：Timothy 'Bos' Bullock

相手の前に立つと自分らしい姿を見せることができない恥ずかしい気持ちをヨーグルトシェイクにたとえている[32]。
4. Skateboard [3:06]
  - 作詞：SUAN (153/Joombas)
  - 作曲：Sebastian Thott、Alex Karlsson、Didrik Thott
  - 編曲：Sebastian Thott

2000年代初めの米ヒップホップと英国ハウスジャンルからインスピレーションを得たウエスト・コースト・ヒップホップナンバー[33]。
5. Blue Wave（파랑; 青）[3:11]
  - 作詞：조윤경
  - 作曲：Brandon Arreaga、Edwin Honoret、Gino the Ghost
  - 編曲：Brandon Arreaga

1stフルアルバム『Hot Sauce』収録曲「Dive Into You」に連なる楽曲。
青い海を連想させる歌詞、音色の切り替え、笛サウンドが1つになって涼しい夏の雰囲気を演出している[33]。
6. Poison（모래성; 砂の城）[3:33]
  - 作詞：장정원 (Jam Factory)
  - 作曲：Ludvig Evers、Jonatan Gusmark、Bobii Lewis、Parker Ighile
  - 編曲：Moonshine

官能的なムードのR&B楽曲[34]。
自分の感情（砂の城）を簡単に破壊してまひさせる相手（Poison）から抜け出せない矛盾した恋の感情を表現している[34]。
7. SOS [3:00]
  - 作詞：Rick Bridges
  - 作曲：1-800-RUDEBOY、Je'Juan Antonio、Jordain Johnson、Hautboi Rich
  - 編曲：1-800-RUDEBOY

予測不可能なセクション転換とシンセサウンドが特徴のエネルギッシュなヒップホップダンスジャンルの楽曲[35]。
別れた後に自分から離れたがる相手に対する渇き、引き留めていたい気持ちを正直に表現している[35]。
8. Pretzel (♡) [3:26]
  - 作詞：장정원 (Jam Factory)
  - 作曲：Ludwig Lindell、Chris Meyer、Pontus 'Oneye' Kalm
  - 編曲：Ludwig Lindell、Pontus 'Oneye' Kalm

柔らかいシンセの導入部とグルーヴィーでシンプルなビートが印象的なポップナンバー[32]。
恋人への気持ちを愛らしいハートの形をしたプレッツェルにたとえて表現している[32]。
9. Starry Night（제자리 걸음; 足踏み）[3:10]
  - 作詞：강은정
  - 作曲：HRDR、Justin Reinstein
  - 編曲：HRDR

ボサノバギターとロマンチックなメロディーの調和が魅力的なR&Bポップナンバー[35]。
星が輝く夏の夜に、恋人との別れが寂しい気持ちから、同じ場所をぐるぐるまわる姿を浪漫的に描いた[35]。
10. Like We Just Met [3:30]
  - 作詞：마크 (MARK)、런쥔 (RENJUN)、제노 (JENO)、해찬 (HAECHAN)、재민 (JAEMIN)、천러 (CHENLE)、지성 (JISUNG)
  - 作曲：Allegro、Dan Johnson、Robbie Jay、마크 (MARK)、제노 (JENO)、재민 (JAEMIN)
  - 編曲：Allegro

アコースティックギターが感性的なボーカルを際立たせるR&Bバラードジャンルの楽曲[36]。
7人のメンバーが作詞に参加した歌詞には、長い時間を共に過ごしても、いつも初めて出会ったように恋に落ちる2人の関係の永遠を願う気持ちが込められている[36]。